# Joan Braderman
Joan Braderman (Washington D. C.) es una escritora estadounidense, intérprete y directora audiovisual. En esta área, a Braderman se la ha considerado como creadora de un estilo propio, conocido como "stand up theory". A través de esta encarnación performativa, deconstruye y analiza medios de comunicación populares, mediante la inserción de cortes cromáticos de su propio cuerpo en imágenes apropiadas de los medios de comunicación de masas, donde  interroga cómo se representa determinada ideología (por ejemplo dinero, raza y género) así como la transparencia del espacio fotográfico en la cultura popular de Estados Unidos.

## Educación y primeros años
Sus padres fueron Betty y Eugene Braderman. Braderman asistió a la Universidad de Harvard y obtuvo la licenciatura cum laude en 1970, donde recuerda haber sido la única mujer en la clase de cinematografía. En 1971, entró en la Universidad de Nueva York. Al comienzo de sus estudios, Braderman empezó interesándose por la filmación en 16 mm.  Una vez en Nueva York, estudió cine en el nuevo departamento creado en dicha universidad, pero enseguida se movió hacia la creación de vídeos artísticos. Aprendió de amigos, camaradas, y de ella misma en los centros libres de acceso a los medios, que podían encontrarse en Nueva York en ese tiempo. En los setenta, Braderman ejerció el activismo en áreas como el pacifismo, el feminismo y los derechos civiles. Consiguió el Master en Arte por la Universidad de Nueva York en 1973, y otro Master en Filosofía en 1976.

### Vida personal
Braderman se casó en primeras nupcias (1980) con su colega Manuel de Landa. Más tarde, en 1996, se casó con Robert C. Reckman, un constructor y diseñador, cofundador de Construct Associates en Northampton, Massachusetts. Él esperaba convencerla para que permanecieran en Northampton y contribuyera a construir el renacimiento de la ciudad. Dejó Nueva York y aceptó un trabajo en el Hampshire College dentro de los reconocidos programas de cine, vídeo y fotografía.

### Carrera
Braderman es profesora emérita de vídeo, cine y medios de comunicación del Hampshire College Ha enseñado en cursos internacionales e instituciones tales como La Escuela de Artes visuales en Nueva York, la Escuela del Museo de Bellas Artes en Boston, la Nova Scotia Universidad de Arte y Diseño, la Universidad de Hartford, la Escuela de Medios de Comunicación en La Universidad de las Artes de Londres, y en la Universidad Católica Portuguesa en Oporto, Portugal.
Es presidenta  de la pequeña productora audiovisual No More Nice Girls Productions. Ha formado parte del consejo de administración de Planned Parenthood en Massachusetts así como otras organizaciones feministas como el Comité pro Derecho al Aborto y Contra el Abuso en la Esterilización, Nueva York. Ella ha participado también en la dirección de organizaciones de cine y televisión que incluyen la Asociación de Cine Independiente y Productores Audiovisuales, Videomakers (AIVF), editora de The Independent;  The Independent Television Service (ITVS),  (ITVS), y otras. Braderman ha trabajado para varias organizaciones de masas en la construcción de coaliciones y trabajos electorales para políticos progresistas locales como Jose Rivera. Trabajó en la coalición Alternativa de los Pueblos (Peoples Alternative) con Rivera organizando la Convención de los Pueblos en 1980 en la defensa de una vivienda asequible y en otros muchos temas sobre los que los progresistas venían trabajando. La Convención reclamó temporalmente 12 bloques quemados en el sur del Bronx, en la calle Charlotte, donde construyeron su propia "Casa Blanca" y el "Parque de los Pueblos". Allí, 5000 delegados de todas partes del país, incluyendo Puerto Rico, acamparon y mantuvieron sus sesiones plenarias en una enorme tienda plantada en el lugar.
Joan Braderman fue miembro fundador de Heresies: A Feminist Publication on Art and Politics, una revista producida por un colectivo de escritoras y artistas feministas para publicar trabajos realizados por mujeres en el campo de las artes. Escribió y dirigió la película The Heretics, sobre el colectivo, en la que 24 artistas hablaron sobre el tiempo  que compartieron desafiando las ideas establecidas sobre género y poder. The Heretics fue estrenada en una proyección única en el  Museo de Arte Moderno en Nueva York en 2009 donde estuvo en cartelera una semana.

### Películas, vídeos y escritos
Los trabajos de Braderman  aparecen en numerosas colecciones internacionales permanentes:
- El Stedelijk Museo, Ámsterdam.[16]
- El Museo de Arte Moderno, Ciudad de Nueva York.[17]
- DeCordova Museo y Parque de Escultura: Lincoln, Massachusetts.[18]
- Instituto de Arte Contemporáneo, Londres.[1]
- Centro Georges Pompidou, París.[19]
- Pacific Archivo de película: Berkeley.[20]
- Harvard Universitario Cinematheque: Cambridge.[21]
- Museo de Arte Moderno de San Francisco.[22]
- Museo Nacional Centro de Arte Reina Sofía, Madrid.[23]
- Wexner Centro para las Artes: Colón.[24]
- Centro de Arte del Walker: Minneapolis.[25]

### Selección de premios y nombramientos
- Reconocida como una de las 10 mejores cineastas femeninas de los EE. UU. por el  Documentary Channel en marzo de 2013, cuando se presenteó en “Her Take”, mostrando documentales hechos por realizadoras, series, vídeos y films, uno por cada una de las galardonadas.
- Premio Bay Area Video Coalition MediaMaker del año 2009.
- Hewllett - Mellon Foundation (1987, 1990, 1992, 1995, 1997, 1999, 2001-2007)[26]
- MacArthur Foundation (1998 y 2004)
- Fulbright Foundation Chair in Electronic Arts, Oporto, Portugal (2002)
- Lemelson Foundation  (1994, 1998)
- Wexner Center for the Arts, Visiting Artist (enero y agosto de 1993, verano 1998)
- Koopman Chair de Artes Visuales, Hartford Art School, University of Hartford (1996–97)
- New York State Council on the Arts (1989, 1992, 1994, 1996)
- The New England Fellowships Program a través de NEA y the American Film Institute (1989)
- The Jerome Foundation  (1987–88)
- New York Foundation for the Arts (1987–88)
- Nova Scotia College of Art and Design Fellow (1979)

## Películas y vídeos
| Natalie Didn’t Drown - Joan Braderman ‘Reads’ The National Enquirer (1983) 28 min, colour. |
| --- |
| El primer vídeo de Braderman apareció en NYC Paper Tiger Television en 1983. Presenta a la artista interpretando un monólogo que satiriza al popular tabloide The National Enquirer, entretejido con collages de imágenes en croma de la propia revista. Braderman comenzó a crear el vídeo después de que la fundadora de Paper Tiger TV, Dee Dee Halleck, la desafiara a difamar al editor del tabloide. Natalie Didn't Drown debutó con el estilo de Braderman, liberando su "interpretación lunática de una mujer", más tarde conocida como "Teoría de Stand-Up". Natalie Didn’t Drown se emitió originalmente en Paper Tiger TV y se exhibió en los 1984 American Film Institute Video Olympics. |
| Joan Does Dynasty (1986) 31 min, color. |
| En Joan Does Dynasty, Braderman "ofrece una deconstrucción cómica de esta hora de la televisión estadounidense, desempaquetando, en video, algunos tropos de las más exitosas e icónicas telenovelas nocturnas de los años ochenta", mediante el uso de cortes azul pantalla de su propio cuerpo y voz para poner en primer plano las técnicas utilizadas en la producción dominante de los medios. Tanto su voz como los comentarios visuales en este trabajo representan sexo y clase como si fueran estados transparentes del ser. Colaboró con Manuel De Landa en los efectos que les hicieron famosos. Se considera que Joan Does Dynasty es el "vídeo feminista más ampliamente distribuido que se haya hecho". Joan Does Dynasty ha sido exhibido en Whitney Biennial (1987), el Museum of Modern Art, el American Film Institute's National Video Festival, el Edinburgh International Film Festival, y la Austria Viennale. La obra se proyecta regularmente en los programas de teoría y producción de videos a nivel nacional. |
| No More Nice Girls (1989) 44 min, color. |
| No More Nice Girls de Braderman reflexiona sobre la experiencia vivida por la artista en su comunidad de investigadores feministas y artistas. El trabajo oscila entre ficción y autobiografía, siguiendo la vida política y personal de múltiples mujeres protagonistas. No More Nice Girls se estrenó en The Collective for Living Cinema en Nueva York (1989) y ganó el primer premio en el Daniel Wadsworth National Video Festival en 1990. |
| 30 Second Spot Reconsidered: For A Bicentennial Without Colonies (1989) 11min, color. |
| 30 Second Spot Reconsidered: For A Bicentennial Without Colonies está tomada de la historia real de la artista en los 70 cuando intentó comprar tiempo de emisión en la televisión pública a fin de publicitar las actividades en contra del segundo centenario. El vídeo demuestra cómo la censura está integrada en los sistema corporativos que gobiernan la televisión pública. 30 Second Spot Reconsidered: For A Bicentennial Without Coloniesis se distribuyó a travéds del Video Data Bank. Ganó el Premio de la Crítica de The Boston Globe en 1990. |
| Joan Sees Stars (1993) 60 min., color. |
| Con reminiscencias de Joan Does Dynasty, Braderman utiliza técnicas de edición para insertarse en escenas de películas populares de Hollywood. Su interacción con la imagen genera preguntas sobre la fascinación de los estadounidenses para las celebridades y sobre cómo funciona el género en las películas de Hollywood. Joan Sees Stars se centra en la representación de Elizabeth Taylor y otras divas de Hollywood. La película fue codirigida por Dana Master. |
| Video Bites: Framed (1998-1999) 24min, color |
| Framed es la segunda entrega de la pieza más larga, Video Bites. Actualmente en distribución. Video Bites: Framed ofrece una serie de metáforas visuales acerca de la ubicuidad del "marco" en la vida actual utilizando su marca chroma-key en una nueva forma. Braderman enmarca y yuxtapone tanto paisajes exteriores como detalles de interiores. El trabajo fue galardonado en el PANDEMONIUM, FESTIVAL FOR MOVING IMAGES, de Londres donde ganó el Premio de Audiencia en octubre de 1998. Se exhibió en lugares como The Carpenter Center for the Visual Arts en Harvard; "Film Series" en Ithaca College, 1999 y Boston Women in Film en Tufts University en 2000. |
| Para No Olvidar: Los Calles de mi Habana viejo (2004) 6 min, digital, color, sonido. |
| Un vídeo collage de las calles de la Habana Vieja, que fue exhibido en la web de la Oficina de la Ciudad de Habana, la organización responsables de reconstruir la ciudad vieja. El trabajo ahora ocupa un lugar en la colección permanente de la Oficina. |
| The Heretics (2009) |
| Escrita y dirigida por Braderman, The Heretics es su primer film. Descrito como un documental experimental, el film es una exploración del Colectivo Heresies. El Colectivo Heresies es un colectivo feminista de arte fundado en 1976 por Braderman y otros 20 miembros. Ofrece una mirada desde dentro de cómo uno de los miles de colectivos trabajan durante la segunda ola del movimiento feminista. The Heretics fue producido por Crescent Diamond. The Heretics fue filmado en 24p mini-dv video. Incorpora tomas de entrevistas con imágenes fijas, animaciones 3D, imágenes de archivo, obras de arte y escenas escenificadas en las que las jóvenes actrices interpretan el papel de miembros del colectivo. El estilo de collage de la película recuerda intencionadamente la diversidad de experiencias dentro del mundo del arte feminista a finales de los años setenta y ochenta. La banda sonora original, hecha principalmente por mujeres, también se basa en prácticas de collage. Esta banda sonora original fue compuesta y producida por la guitarrista y productora June Millington. Millington obtuvo sus primeros éxitos con la banda de rock femenina Fanny, que fue el primer grupo de rock & roll en firmar un contrato de grabación con un gran estudio. Tocando la guitarra para Chris Williamson, Holly Near y otras, fue considerada como la "madrina de la Música hecha por Mujeres" por lo que fue elegida como especialmente apropiada para crear la banda sonora de The Heretics. Cuando oyó que la película estaba en postproducción, llevó a Braderman a su estudio, visionó un corte aproximado de 10 minutos y dijo: "todas tus necesidades musicales acaban de resolvers". El documental emplea gráficos digitales en movimiento para "extender la estética de la revista en el ámbito digital y en la pantalla".Much of the film consists of interviews with twenty-eight of the collective members, who re-visit what the collective meant to them and the memories they have of the Collective and the Second Wave of the Women's Movement. Gran parte de la película consiste en entrevistas con veintiocho miembros del colectivo, que repasan lo que el propio colectivo significó para ellas y los recuerdos que tienen de él y de la Segunda Ola del Movimiento de Mujeres. La trama es autobiográfica, siguiendo el relato en primera persona de Braderman al llegar a Nueva York en 1971 y ser introducida en la cultura de las artes del bajo Manhattan en aquel tiempo. Sin embargo, el formato narrativo se usa principalmente como un dispositivo de enmarcado. Braderman no se centra en ninguna de las mujeres, sino que hace que el movimiento feminista sea el foco de su película. Esto permite que la estructura de la película refleje la estructura no jerárquica del colectivo, donde, idealmente, ninguna mujer está valorada por encima de las demás. La relación de la película con el pasado ha sido descrita como festiva y nostálgica. Para filmar la película, Braderman viajó desde Nuevo México a Italia, volviendo a contactar con antiguos miembros del colectivo que ahora que ahora viven en lugares muy diferentes en todo el mundo. La película se rodó en Carboneras, España; Santa Fe, Nuevo México; Northampton, Massachusetts; Portland, Maine; Venecia, Italia; San Francisco, California, y la ciudad de Nueva York. Los antiguos miembros del colectivo que aparecen en la película incluyen a Emma Amos, Ida Applebroog, Mary Beth Edelson, Su Friedrich, Janet Froelich, Harmony Hammond, Joyce Kozloff, Lucy Lippard, Amy Sillman, Susana Torre, Cecelia Vecunia y Nina Yankowitz. La película es celebrada por su mirada enérgica y afirmativa en un período de revolución feminista y gran cambio social. Un crítico criticó la dirección de Braderman, alegando que el documental hace afirmaciones "vagas" sobre la desigualdad. The Heretics ha sido notablemente bien recibida en general, obteniendo críticas positivas tanto en publicaciones en línea como en papel, tales como The New York Times, The Washington Post, The Village Voice y Artforum. |

### Documentales
| July 4, 1976 (1977) 20 min., 3/4 pulgadas, NTSC, BW. |
| --- |
| La Coalición tomó imágenes de una amplia gama de grupos (vivienda, trabajo, cuidados infantiles, organización y solidaridad puertorriqueñas en la propia isla, Los Panteras Negras, activistas antinucleares, derechos reproductivos y LGTB), que habían participado en la marcha contra el bicentenario del 4 de julio de 1976 en North Philadelphia. Tras recibir imágenes de muchos de los grupos independientes que habían participado en la March and Rally en Filadelfia, el equipo de la Coalición 4 de Julio creó un collage de estos elementos para representar la forma en la que la Coalición estaba uniendo a grupos individuales en la organización ideal de un frente nacional unido. Este trabajo colaborativo fue editado (a través de las facilidades proporcionadas por Cable Access en abierto) a partir de imágenes tomadas por productores individuales de todo el país, que estuvieran documentando las actividades principales organizativas de su propio trabajo. Fue creado con el fin de que sirviera de caja de resonancia de la experiencia de la Marcha en North Philadelphia, así como para que sirviera de inspiración a otras comunidades y grupos de trabajo electorales a fin de construir una fuerza nacional poniendo en común las luchas individuales aprendiendo unas de otras y experimentando de primera mano de las conexiones subyacentes entre ellas. |
| The People’s Convention, South Bronx (1980) 18 min, 3/4 pulgadas, NTSC, color. |
| Braderman produjo el video; Lillian Jiménez produjo y dirigió en estudio, y José Rivera, que pronto sería elegido consejero de esta área, recogió imágenes de cadenas de televisión de toda la ciudad para reconstruir estos sucesos. Mike D'Elia fue el editor, para lo que utilizó muchas horas de tomas grabadas y ensambladas por un grupo de agitprop, formado para este fin. Este trabajo documentó la legendaria Convención de los Pueblos que tuvo lugar a doce manzanas de la infame área conocida como la "Calle Charlotte" en el sur del Bronx. Este paisaje urbano de pesadilla fue en principio quemado ilegalmente por los propietarios. Más tarde se limpió en sábados sucesivos durante meses por un grupo de voluntarios del grupo anfitrión de trabajadores de la construcción del Bronx, "United Tremont Trades" y otros grupos progresistas de la ciudad. "The Peoples' Convention" fue una reunión de millares de personas de todo el país que pasaron varias noches en "Peoples Park" y participaron en caucus a los que asistieron un amplio rango de activistas. Entre las organizaciones asistentes estaban aquellos que habían trabajado para obtener una vivienda adecuada para las familias de bajos ingresos; en contra del racismo y en favor de los derechos reproductivos y civiles, derecho al voto, medioambientalistas, activistas LGBT; reforma del régimen de prisión e independencia de Puerto Rico. Al final de la Convención, miles de participantes marcharon hacia la Convención Democrática en el Madison Square Garden, donde políticos como Jimmy Carter y otros, que habían prometido reconstruir el sur de Bronx, se encontraban en la propia convención, the DNC. El vídeo fue ampliamente exhibido por os grupos participantes en todo el país y finalmente publicado en la página de Facebook de Rivera y en Youtube. El eslogan principal de la Convención: "Demasiados años de promesas rotas, ahora nos oirán" fue recordado en este vídeo y muchos años después el South Bronx comenzó a reconstruirse. |
| Waiting for the Invasion - U.S. Citizens in Nicaragua (1984) 28 min, 3/4 pulgadas, NTSC, color |
| Dirigido por Dee Dee Halleck y coproducido por Skip Blumberg, Joel Kovel, Karen Ranucci y editado por Shu Lea Cheang, este programa documental ofrece un poco de material histórico en la historia de las invasiones estadounidenses en el área, pero centrado sobre todo en la Revolución Sandinista y en la contra, todo ello en el ambiente de entusiasmo y preparación que había entre los jóvenes tras la invasión de Granada por Reagan. Esta historia se cuenta a través de la vida de un grupo diverso de estadounidenses que trabajan en Nicaragua (como maestros, agricultores, dependientes, enfermeras u obreros de fábricas) como parte de la Revolución Sandinista. Estos norteamericanos están allí por distintas razones, y no están incluidos en el deber del ejército estadounidense para ser "rescatados", tal como había ocurrido un año antes en la isla de Granada, sede del revolucionario "New Jewel Movement" bajo el liderazgo de Maurice Bishop. Vemos imágenes de los jóvenes revolucionarios nicaragüenses cavando trincheras en sus patios para prepararse ante la posible "próxima invasión" del gobierno conservador de Ronald Raegan. Waiting for the Invasion ganó Best Documentary at Global Village Documentary Festival en la ciudad de Nueva York en 1984. y fue exhibido entre otros muchos lugares en KCET ""Presente series y otras emisoras PBS a nivel nacional. |
| Tell Them For Us; Madre in Nicaragua (1985) 28 min, color. |
| Braderman coprodujo y editó este documental con CBS News siendo Jane Lurie cámara. Tell Them For Us; Madre in Nicaragua se centra en un grupo diverso de mujeres estadounidenses miembros de la organización MADRE, que viajan al interior de Nicaragua para aprender sobre los efectos del conflicto. Tell Them For Us fue exhibida en la Cámara de Representantes de los EE. UU. |

### No More Nice Girls Productions
La productora de Braderman es una empresa sin ánimo de lucro situada en Northampton, Massachusetts. La compañía produce todos los trabajos de vídeo y fílmicos de Braderman, trabajos multimedia, webs y series en línea, TV, vídeo para particulares y distribución en galería. 
El mandato de No More Nice Girls expresa una inversión que permite asegurar la libertad de expresión de los artistas a través del acceso al vídeo y a Internet. Su objetivo es producir y distribuir películas analíticas e inteligentes que prioricen múltiples subjetividades y conciban un futuro democrático. 
La compañía incluye una cooperativa de instalaciones y un espacio de proyección, así como programación de alcance comunitario. Otros miembros incluyen Crescent Diamante, Dana Maestro y Stashu Kybartes.

## Temas
La obra de Braderman se involucra con ideas que tienen que ver con la identidad femenina. Un tema común en su obra es una mirada crítica a la producción de los media y la cultura popular, incluida la representación implacable de la mujer en estos espacios. Braderman ha declarado: "Mi obra ha consistido en crear representaciones alternativas de las categorías retóricas dominantes tales como: mujer, sexualidad, espacio o política."
La obra de Braderman se involucra en historias artísticas feministas de collage, combinando media con ironía y humor negro. El trabajo de Braderman invierte también en producir un registro de un movimiento de mujeres amenazado, a través de una variedad de formas de reacción en su contra, por desaparecer de la historia.

## Escritura
Braderman fue socia fundadora de Heresies Collective, que publicó en el periodo 1977-1992, durante la segunda ola del feminismo. En los 70 participó en el diario feminista como miembro del colectivo de editores, así como escribiendo y editando dos números de la revista.
Braderman ha escrito los guiones originales de todos los trabajos que ha producido, así como otros trabajos todavía sin producir. También ha escrito guiones para los trabajos experimentales de Manuel DeLanda en películas tales como "Raw Nerves; A Lacanian Thriller" (1980). También ha escrito crítica sobre trabajos de representación, en películas y vídeo, sobre lo popular frente al "alto" arte, ideas sobre la utopía, crítica y redefinición del llamado "documental", así como de la mujer en el cine, feminismo, la emancipación de la mujer, y vídeos y películas de no ficción populares y vanguardistas. Sus ensayos incluyen Feminismo y Vídeo: Punto de Vista desde un Pueblo, "Camara Oscura; Archivo para el Futuro", El Primer Festival Internacional de Cine hecho por Mujeres, Artforum, en septiembre de 1972. Reclamando el Movimiento Utópico, "Paper Tiger Television", y Feminismo, lo individual y lo que ha quedado: "Heresies: A Feminist Publication on Art and Politics" Número 1, 1977."

## Recepción
El trabajo de Braderman ha sido ampliamente revisado y comentado en publicaciones destacadas entre las que se incluyen The Guardian (Londres), The New York Times, The Village Voice, Artforum, The Independent, The Washington Post, y Art Journal. Su trabajo es distribuido actualmente por The Video Data Bankat, el instituto de arte de Chicago, Women Make Movies, LUX y The Danish Brooadcasting Corporation. Con anterioridad sus trabajos fueron distribuidos por Paper Tiger Television hasta que sus archivos fueron donados a Deep Dish Television y las bibliotecas de Nueva York.